# Karmøy
Karmøy è un comune norvegese della contea di Rogaland.